# Gaurotes glabricollis
Gaurotes glabricollis är en skalbaggsart som beskrevs av Pu 1992. Gaurotes glabricollis ingår i släktet Gaurotes och familjen långhorningar. Inga underarter finns listade i Catalogue of Life.